# Проект изменений к Закону о гражданстве (Латвия, 2011—2012)
Поправки к Закону о гражданстве были инициированы группой граждан Латвии. Они были нацелены на предоставление гражданства Латвии желающим того её негражданам. Собранные подписи были переданы в ЦИК группой избирателей в 2012 году. После отказа ЦИК проводить второй этап сбора подписей за законопроект тяжба о нём дошла до Верховного и Конституционного судов Латвии.

## Суть законопроекта и хронология сбора подписей
Законопроект предполагает присвоение гражданства Латвии с 1 января 2014 года тем её негражданам, кто не подаст заявления о желании сохранить статус негражданина.
В августе 2011 года партия ЗаПЧЕЛ объявила о начале сбора нотариально заверенных подписей в поддержку законопроекта об изменениях в законе о гражданстве.
В январе 2012 года в поддержку сбора подписей выступило движение «За равные права»
В мае 2012 года министр юстиции Г. Берзиньш опубликовал заявление, в котором раскритиковал сбор подписей и призвал должностных лиц «сознавать ответственность перед государством» и «быть лояльными к своей стране». Парламентская фракция «Центра согласия» задала министру вопрос о его действиях, указав, что закон запрещает должностным лицам вмешиваться в профессиональную деятельность нотариусов, оказывать на них влияние, и поэтому «деятельность министра юстиции незаконна и антиконституционна». Сопредседатель ЗаПЧЕЛ Я. Плинер и подписант декларации движения «За равные права» Ю. Алексеев обратились в прокуратуру с заявлением о действиях министра.
21 июня и 26 июля Сейм Латвии принимал поправки к закону о референдумах и законодательных инициативах, осложняющие процедуру сбора подписей, но президент А. Берзиньш в обоих случаях эти поправки не подписал. В августе сбор подписей поддержал руководитель латвийских староверов А. Жилко.
В конце августа организаторы сбора подписей сообщили, что им удалось собрать требуемые на первом этапе 10 000 нотариально заверенных подписей граждан. Поддержку сбору подписей выразила конференция российских соотечественников Латвии, состоявшаяся 25 августа. Лидер Национального объединения Р. Дзинтарс заявил, что у политиков была возможность предотвратить референдум по гражданству, но этому помешали решения партнёров НО по правительству, «Единства» и Партии реформ, а также сказал, что теперь и НО не видит причин отказываться от порога в 10 000 подписей на первом этапе референдума: «Если такой подарок сделан Жданок и Плинеру, то почему нужно лишать его латышей?». Премьер В. Домбровскис заявил, что ЦИК следует задуматься, стоит ли вообще проводить сбор подписей за возможный референдум о нулевом варианте гражданства, и выразил надежду, что «до второго этапа сбора подписей не дойдет». Премьерская партия «Единство» призвала ЦИК оценивать не только число подписей, но и соответствие законопроекта Конституции; канцелярия президента обратилась в Центральную избирательную комиссию с просьбой оценить качество законопроекта, прося оценить не только его технические параметры, но и соответствие высшим правовым нормам. Парламентская фракция «Центра согласия» расценила попытки «Единства» приостановить сбор подписей за возможный референдум о нулевом варианте гражданства как недопустимый факт политического давления на независимую государственную институцию.

## Рассмотрение дела в ЦИК
4 сентября 2012 года законопроект с собранными подписями был подан в ЦИК. Председатель комиссии А. Цимдарс сообщил: чтобы убедиться в соответствии поданного законопроекта Конституции, ЦИК может обратиться за письменным заключением к юристам.
27 сентября ЦИК, которая уже констатировала, что за законопроект подано 12 686 действительных подписей, решила запросить дополнительные экспертные исключения. Инициаторы законопроекта сочли мнения экспертов политически ангажированными (большинство давших ответ ЦИК экспертов высказались против законопроекта). Исследователь Центра общественной политики Providus И. Кажока констатировала, что статья Конституции о «полной разработанности» народных законодательных инициатив стала интерпретироваться не так, как раньше.
1 ноября ЦИК 6 голосами против 2 при 1 воздержавшемся приняла решение отказать во втором этапе сбора подписей, заявив, что законопроект не соответствует Декларации независимости и заключениям Конституционного суда и, следовательно, не является «полностью разработанным», как того от народных законопроектов требует статья 78 Конституции.. Секретарь комиссии Р. Эглайс, голосовавший за отказ во втором этапе сбора подписей, выразил опасения, что ЦИК, мотивируя своё решение тем, что поданный законопроект не полностью разработан, создаст прецедент, который впредь помешает избирателям свободно выражать своё мнение по неугодным властям вопросам. Инициаторы законопроекта пообещали оспорить решение ЦИК в суде, указав, что «по чудесному совпадению, кроме неопределенного заключения Рижской высшей юридической школы, все эксперты, прямо или косвенно зависящие от государственного финансирования или просто состоящие на государственной службе, оценили законопроект о предоставлении гражданства всем негражданам как „недостаточно разработанный в понимании 78-й статьи Конституции“». Партия реформ сообщила, что уважает решение комиссии, и выразила надежду, что на ЦИК не было оказано политического давления. Решение ЦИК подверглось критике со стороны МИД России.

## Рассмотрение дела в судах
В ноябре 2012 года решение ЦИК было обжаловано в административном районном суде, с одной стороны, подателями законопроекта, а с другой, одним из его подписантов.
В связи со вступившими в силу в декабре изменениями в законе о законодательной инициативе дело было передано в Департамент по административным делам Сената Верховного суда.
В январе состоялось заседание суда.
11 февраля Департамент по административным делам решил приостановить производство и обратиться к Конституционному суду с заявлением, прося его оценить, соответствует ли законопроект Конституции. Это решение было охарактеризовано в юридическом журнале «Jurista vārds» как «неожиданное»; приглашённые журналом эксперты разделились во мнениях: от «Сенат действовал обоснованно» до «неужели они действительно не заметили, что Конституционный суд законопроекты не оценивает?».
20 февраля суд уточнил своё решение, подав КС другое заявление вместо изначального — прося признать противоречащими Конституции положения закона о законодательных инициативах и референдумах, которые предоставляют ЦИК и ВС полномочия проверять конституционность законопроектов
12 марта Конституционный суд решил возбудить дело по заявлению Департамента по административным делам Сената ВС. 18 декабря КС вынес решение о том, что ЦИК и ВС имеют право пресечь продвижение законопроекта, но лишь при очевидном противоречии его Конституции.
12 февраля 2014 года Департамент по административным делам Верховного суда вынес решение, в котором счёл законопроект противоречащим Конституции и решение ЦИК — законным.
В 2015 году на это решение суда сослался Регистр предприятий, отказывая в регистрации товариществу «Лига узников совести Латвии».